# Combretum rabiense
Combretum rabiense är en tvåhjärtbladig växtart som beskrevs av C.C.H. Jongkind. Combretum rabiense ingår i släktet Combretum och familjen Combretaceae. Inga underarter finns listade i Catalogue of Life.